# Wielorzędowa tomografia komputerowa
Wielorzędowa tomografia komputerowa (ang. Multi-Slice Computed Tomography, MSCT, Multi-row-Detector Computed Tomography, MDCT) – wprowadzona do diagnostyki medycznej w 1999 roku technika oparta na technologii tomografii komputerowej, jednakże w odróżnieniu od niej, oparta na znacznym zwiększeniu liczby elementów odbierających obraz (firma TOSHIBA posiada w ofercie tomograf 320-rzędowy), jak również  wykorzystująca do badania 2 lampy rentgenowskie. Pozwala to na skrócenie czasu badania, zmniejszenie dawki promieniowania a jednocześnie uzyskanie dużo większej ilości danych, pozwalających na dokładniejsze obrazowanie badanych narządów.
W starej metodyce badania tomograficznego, uzyskiwano obrazy w płaszczyźnie poprzecznej - aparat naświetlał ciało badanego, co następnie było odwzorowywane na kliszy rentgenowskiej, po czym następowało przesunięcie ciała badanego i procedura była powtarzana.
W nowych aparatach do wielorzędowej tomografii komputerowej, uzyskane dane zostają zapisywane cyfrowo w sposób ciągły, gdyż aparaty te zapewniają uzyskanie tak zwanego spiralnego skanu objętościowego. Następnie można je poddać wtórnym rekonstrukcjom z użyciem następujących technik graficznych:
- MIP (maximum intensity projection) – projekcja największych natężeń, wykorzystywana w obrazowaniu naczyń krwionośnych.
- MPR (multiplanar reformated reconstruction) – rekonstrukcja w dowolnej płaszczyźnie, umożliwiająca ocenę przekrojów naczyń, mięśnia sercowego, zastawek serca
- VR (volume rendering) – rekonstrukcja objętościowa, umożliwiająca uzyskanie trójwymiarowych obrazów, pozwalające na odwzorowanie stosunków anatomicznych, na przykład odwzorowanie przebiegu naczyń
- SSD (shaded surface display) – rekonstrukcje powierzchniowe, w których obraz tworzony jest z powierzchniowych pikseli o największym stopniu pochłaniania
- wirtualna endoskopia - pozwalająca na odwzorowanie narządów od wewnątrz na przykład:
  - wirtualna kolonoskopia
  - wirtualna bronchoskopia
  - wirtualna angioskopia - na przykład koronarografia TK[3]

Aktualnie trwają badania pozwalające określić czułość i swoistość tej techniki badawczej. Pomimo uzyskiwanie obrazów doskonałej jakości, nie należy jednak spodziewać się zmierzchu tradycyjnych technik endoskopowych lub angioskopowych, gdyż w trakcie badania wielorzędowej tomografii komputerowej nie ma możliwości pobrania materiału do badań histopatologicznych czy wykonania interwencji wewnątrznaczyniowych (np. angioplastyki wieńcowej).